# Fantine Thó
Fantine Thó, nome completo Fantine Rodrigues Thó (Barra do Garças, 18 febbraio 1979), è una cantante e musicista brasiliana.

## Biografia
Nel 2002 ha vinto il talent show Popstars e si è unita alla girlband Rouge fino al 2006, con la quale ha pubblicato quattro album in studio, Rouge (2002), C'est La Vie (2003), Blá Blá Blá (2004) e Mil e Uma Noites (2005), vendendo un totale di 6 milioni di copie. La band è il gruppo femminile di maggior successo in Brasile e una delle venti che hanno venduto di più al mondo.
Nel 2006 Fantine ha formato il gruppo Banda Thó - una formazione nel segno del rock progressivo - con suo fratello Jonathan e alcuni amici, uscendo però alla fine dell'anno successivo, quando si è sposata e trasferita nei Paesi Bassi.
Il 25 novembre 2009, ha pubblicato il suo primo EP, Rise, direttamente sulla piattaforma di streaming SoundCloud.  Il 20 febbraio 2015, ha pubblicato il suo primo album indipendente, Dusty But New, portando nove canzoni composte da lei, anche se nessuna è stata ufficialmente pubblicata come singolo.  Nello stesso anno è diventata una reporter del portale Do Brasil, che pubblica rapporti video per i brasiliani che vivono in Europa. Nel 2016 ha fondato il suo centro yoga, Atma Mutriba, dove è diventata istruttrice.
Nel 2017, è tornata nel gruppo Rouge, inizialmente per quattro spettacoli nell'ambito del progetto Chá da Alice, intraprendendo poi nel 2018 un tour con la band, oltre a pubblicare un nuovo singolo.

## Discografia

### Album
- 2009: Rise
- 2015: Dusty But New